# جوني دونكان (مغني)
جوني دونكان (بالإنجليزية: Johnny Duncan)‏ هو مغني أمريكي، ولد في 7 سبتمبر 1931، وتوفي في 15 يوليو 2000.

## وصلات خارجية
- جوني دونكان على موقع ميوزك برينز (الإنجليزية)
- جوني دونكان على موقع ديسكوغز (الإنجليزية)